# Су-27 Фланкер 2.5
«Су-27 Фланкер 2.5» (сокр. «Фланкер 2.5», англ. Flanker 2.5) — компьютерная игра в жанре авиасимулятора, разработанная российской компанией Eagle Dynamics и изданная «1С» в странах бывшего СССР, Ubisoft в Европейском союзе и Strategic Simulations, Inc. в Северной Америке. Релиз в СНГ состоялся 9 марта 2001 года. Является дополнением к «Су-27 Фланкер 2.0»: возможен апгрейд от предшественницы до «Фланкера 2.5» с помощью загружаемого патча. Последняя игра в серии «Су-27 Фланкер».

## Игровой процесс

Попадание ракетой «воздух-воздух» по американскому А-10А.

В отличие от предыдущей игры, во «Фланкере 2.5» присутствует развитая система взаимодействия с напарниками. Был также улучшен ИИ кораблей: теперь на воде могут происходит отдельные, не зависящие от игрока бои. К нововведениям также относится: дозаправка в воздухе, возможность уменьшить эффективность ракет ПВО и другие малые улучшения.
Кроме Су-27 и Су-33, во «Фланкере 2.5» игроку предоставлен новый самолёт: МиГ-29 (обозначение НАТО — Fulcrum, в переводе с англ. — «Точка опоры»).
Игровой интерфейс от первого лица полностью интегрирован в окружение. Например, скорость самолёта можно узнать из левого верхнего угла ИЛС.
В игре присутствует многопользовательский режим.
В «Су-27 Фланкер 2.5» присутствуют линейные кампании, состоящие из нескольких последовательных миссий. Цель каждой миссии остаётся постоянной указывается на экране карты. Есть возможность создавать пользовательские миссии и кампании с помощью редактора.

## Оценки
| Сводный рейтинг       | Сводный рейтинг |
| Агрегатор             | Оценка          |
| --------------------- | --------------- |
| Metacritic            | 84/100          |
| Иноязычные издания    |                 |
| Издание               | Оценка          |
| CGW                   | [ 7 ]           |
| GameSpot              | 8,5/10          |
| GameSpy               | 90/100          |
| GameZone              | 7,5/10          |
| Русскоязычные издания |                 |
| Издание               | Оценка          |
| Absolute Games        | 80 %            |

Игра получила «в основном положительные отзывы», согласно сайту-агрегатору Metacritic. Том Чик (Tom Chick) из GameSpot пишет, что «Фланкер 2.5» — это самый «отполированный» авиасимулятор своего времени. Андрей Ламтюгов из Absolute Games отмечает, что, несмотря на добавление нового самолёта, официальных миссий для него нет. Марк Уолкер (Mark Walker) из GameSpy хвалит игру за ИИ противников, оптимизацию и графику, критикуя её за не слишком удобный интерфейс.
«Су-27 Фланкер 2.5» номинировался на «Лучший симулятор 2001 года» по мнению журнала «Игромания»; в этой номинации победил «Ил-2 Штурмовик».